# Neues Bauen in den Alpen
Neues Bauen in den Alpen ist der Name eines Architekturpreises für zeitgenössische Bauten und Projekte in den Alpen.

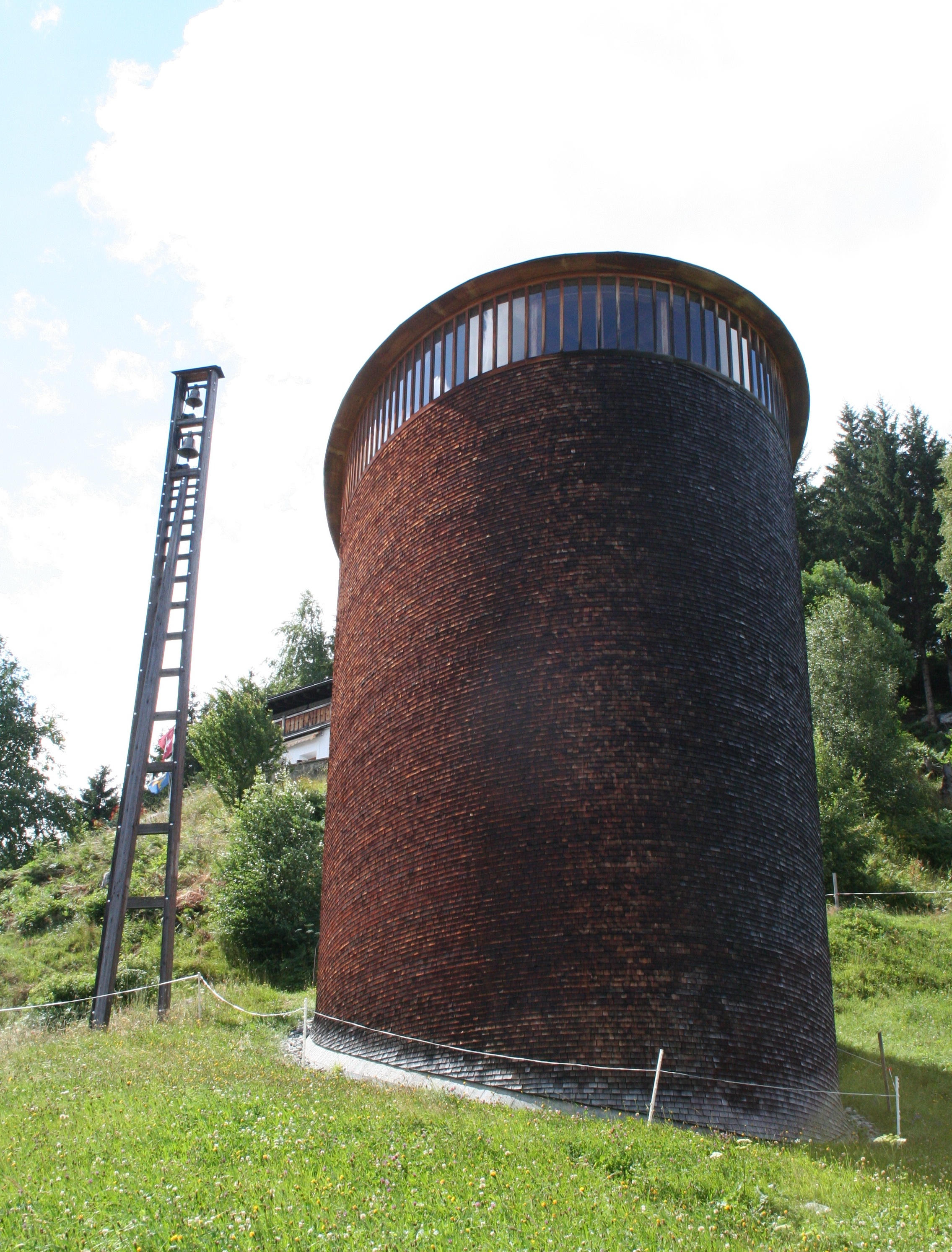
1992: Peter Zumthor für Caplutta Sogn Benedetg

## Geschichte
Im Frühsommer 1989 veranstaltete das Verkehrsamt in Sexten, einem Fremdenverkehrsort mit 1800 Einwohnern und 5000 Gästebetten in den Südtiroler Dolomiten, unter seinem Präsidenten Wilhelm Rainer erstmals die Initiative „Sexten Kultur“. Deren Zielvorstellung war, als Forum gedacht, unter dem Begriff „Kulturtourismus“ Gästen und Einheimischen gleichermaßen Gelegenheit zu bieten, über die Beziehungen zwischen Mensch und Natur, zwischen städtischem und ländlichem Raum sowie über das Verhältnis zwischen Architektur und alpiner Natur zu reflektieren.
Im Sommer 1990 anlässlich der Veranstaltung „Architektur, Natur und Technik“, und den dazu erforderlichen Recherchen war eine gewisse Schwierigkeit festzustellen, neuere Bauten ausfindig zu machen. Aus dem anschließenden Gespräch zwischen den verantwortlichen Organisatoren und Referenten entwickelte sich daher die Idee zu einem Architekturpreis für „Neues Bauen in den Alpen“, der erstmals 1992 vergeben wurde und schließlich 1999 mit einem Betrag von 20 Millionen Lire (heute ca. 10.000 Euro) dotiert wurde. Ziel des Preises ist es, exemplarische Bauten und Projekte aufzuspüren, um einerseits das zeitgemäße Bauen in den Alpen zu fördern und andererseits moderne Architektur als wichtiges kulturelles Anliegen einer breiten Öffentlichkeit zugänglich zu machen.

## Preisträger

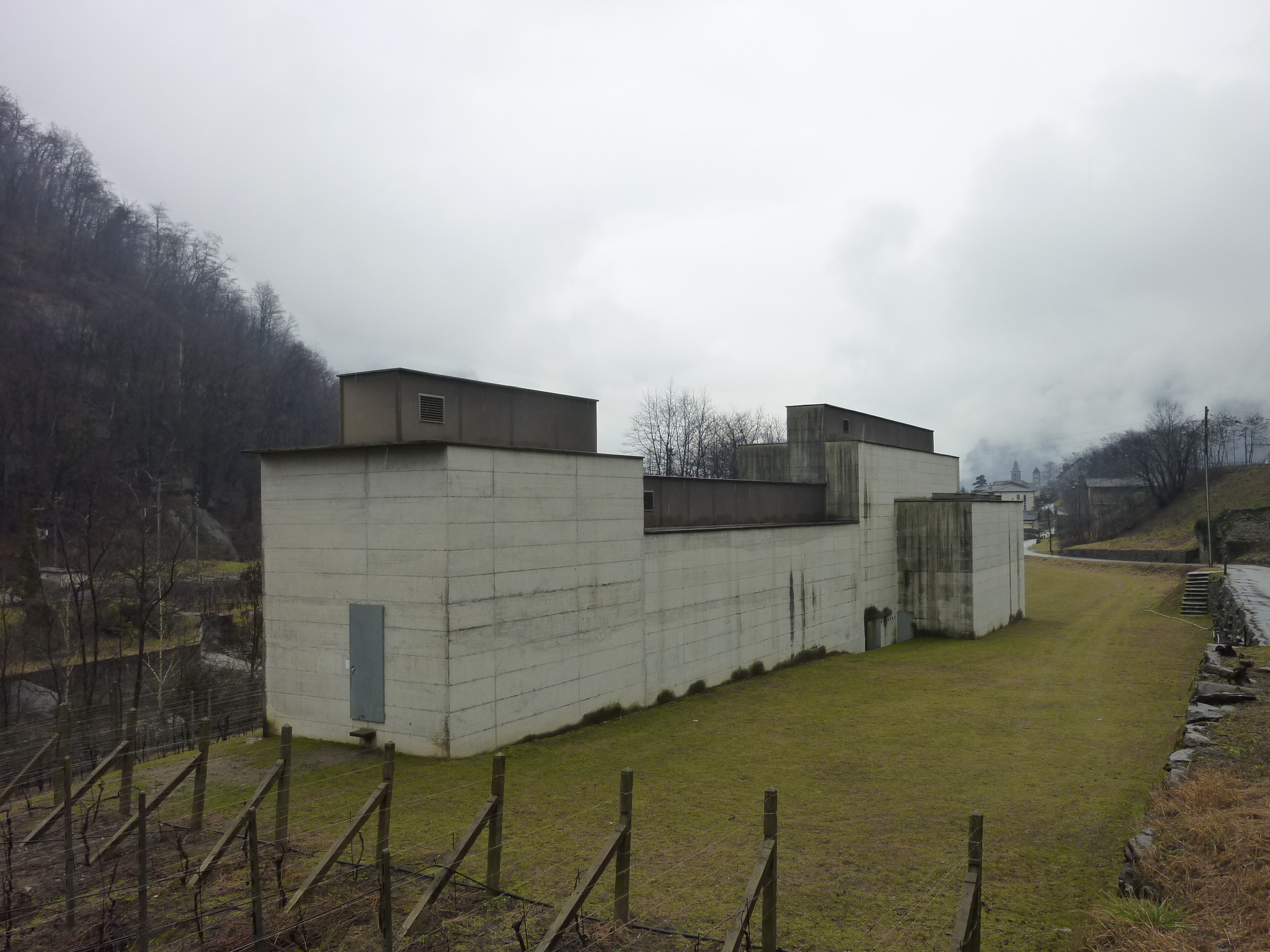
1995: Peter Märkli und Stefan Bellwalder für La Congiunta

### 1992
Jury: Friedrich Achleitner, Manfred Kovatsch, Marcel Meili, Vincenzo Pavan, Bruno Reichlin
- Preisträger: Peter Zumthor und Annalisa Zumthor-Cuorad mit Buchli und Conzett
- Auszeichnungen: Bearth & Deplazes, Georges Descombes, Roberto Gabetti und Aimaro Isola und Guido Drocco, Karl Gärtl und Julius Natterer, Roland Gnaiger, Friedrich Kurrent, Josef Lackner, Karin Maurer und Gerald Schloffer und Julius Natterer, Elena Neururer und Alois Neururer, Hans Peter Petri, Bruno Spagolla, Livio Vacchini

### 1995

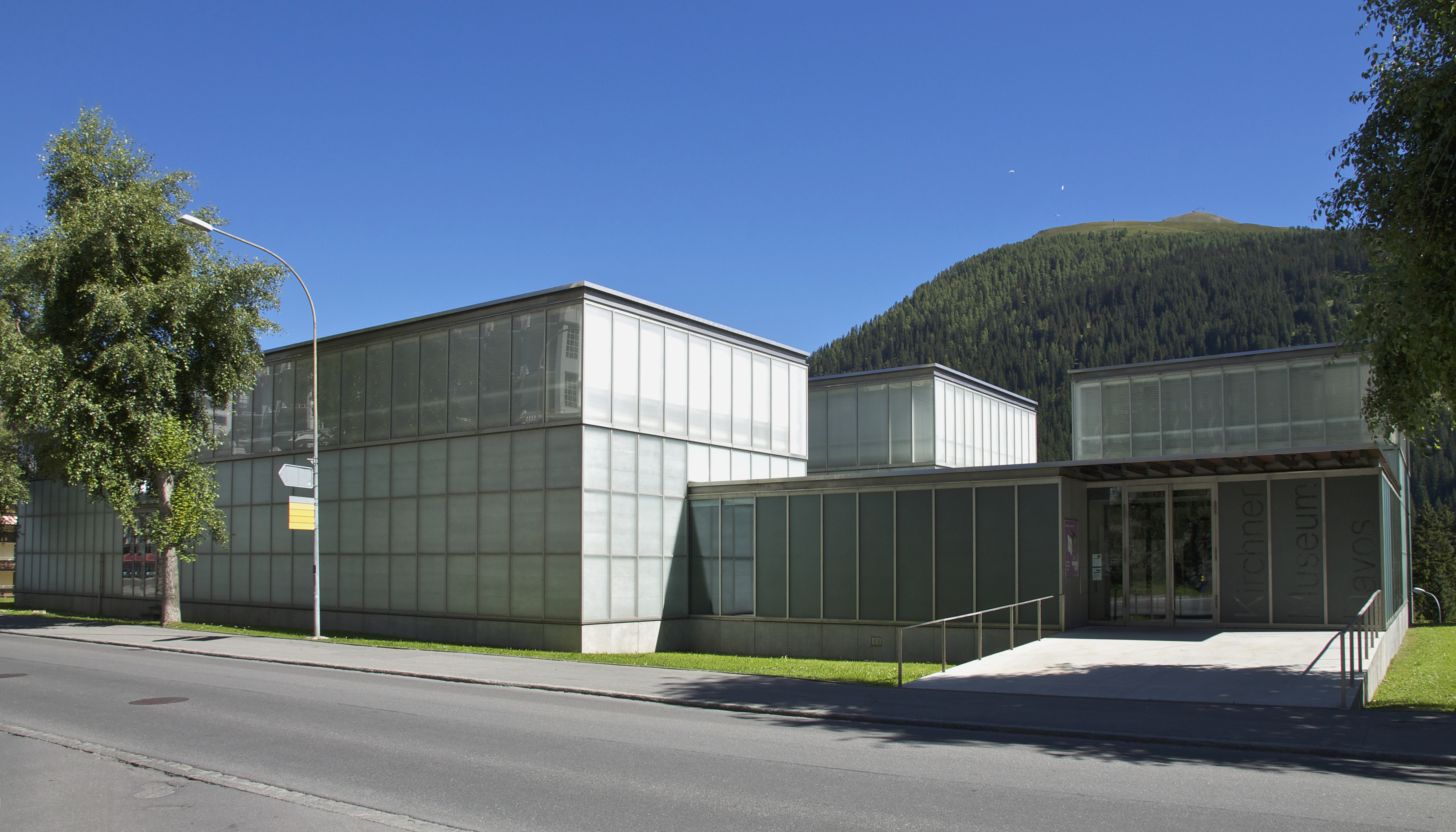
1995: Gigon Guyer für Kirchner Museum

Jury: Friedrich Achleitner, Sebastiano Brandolini, Manfred Kovatsch, Marcel Meili, Bruno Reichlin
- Preisträger: Peter Märkli und Stefan Bellwalder, Gigon Guyer
- Auszeichnungen: Conradin Clavuot mit Branger & Conzett, Bearth & Deplazes, Hermann Kaufmann, Much Untertrifaller, Peter Zumthor, Norbert Fritz[1]

### 1999

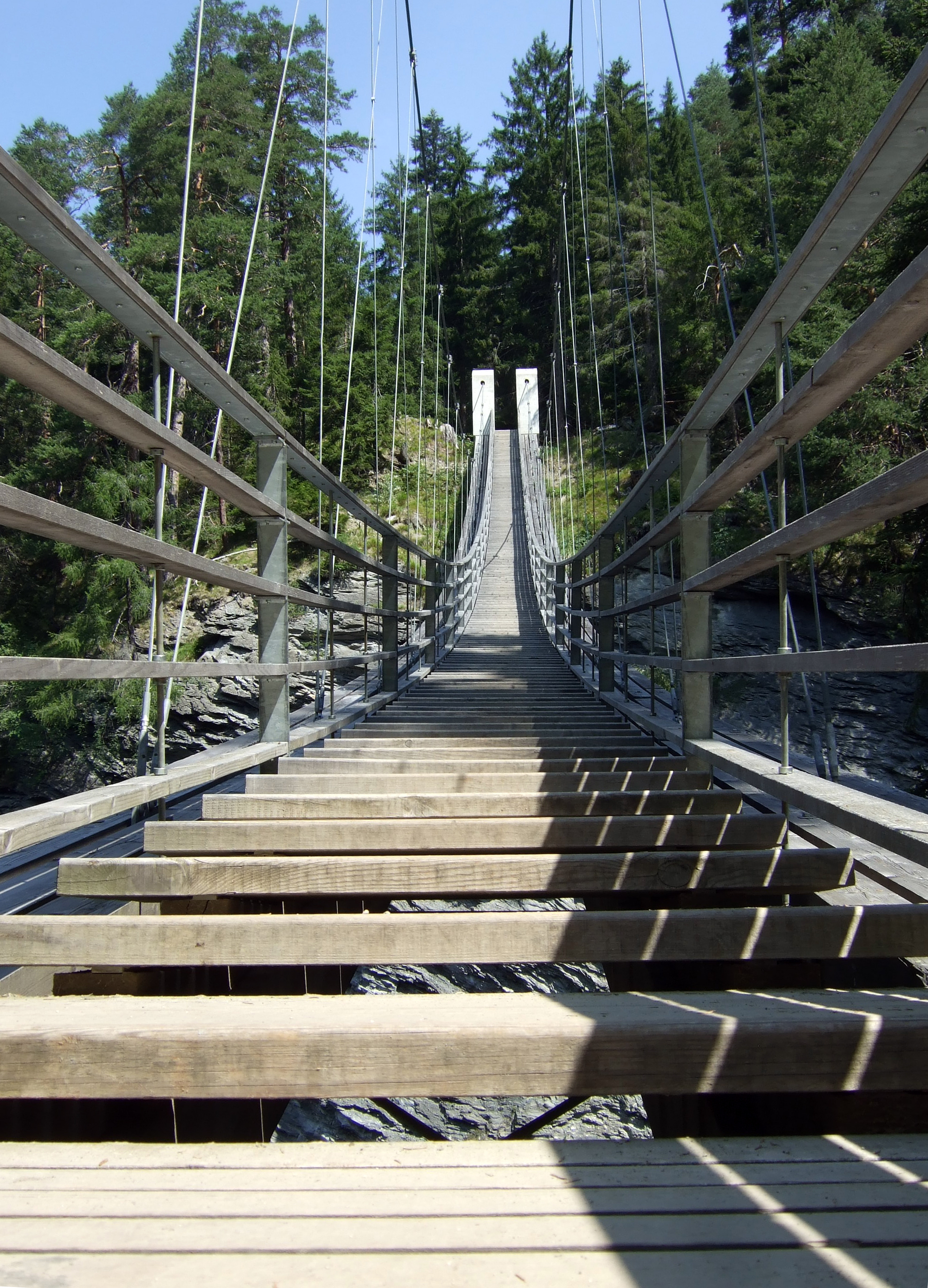
1999: Jürg Conzett für Veia Traversina

Jury: Friedrich Achleitner, Sebastiano Brandolini, Manfred Kovatsch, Marcel Meili, Bruno Reichlin
- Preisträger: Jürg Conzett, Peter Zumthor
- Auszeichnungen: Conradin Clavuot, Roberto Gabetti und Aimaro Isola und Guido Drocco, Gion A. Caminada, Robert Danz, Günther Domenig und Hermann Eisenköck, Hermann Kaufmann, Dieter Henke und Marta Schreieck, Isabel Hérault und Yves Arnod, Valerio Olgiati, Hans-Jörg Ruch[2], Jüngling & Hagmann[3][4], Margarethe Heubacher-Sentobe, Raimund Rainer und Andreas Oberwalder
- Anerkennungen: Martino Pedrozzi, Raffaele Cavadini, Walter Angonese und Markus Scherer, Marques Zurkirchen

### 2006
Jury: Friedrich Achleitner, Sebastiano Brandolini, Manfred Kovatsch, Bruno Reichlin, Günther Vogt
- Preisträger: Gion A. Caminada, Rainer Köberl und Astrid Tschapeller
- Sonderpreise: Othmar Barth
- Bauherrenpreis: Hansjörg Mölk, MPREIS
- Auszeichnungen: Jürg Conzett, Martino Pedrozzi, Conradin Clavuot, Gioni Signorell, Giorgio e Michele Tognola, Walter Bieler, Cukrowicz Nachbaur Architekten[5][6]